# Gran

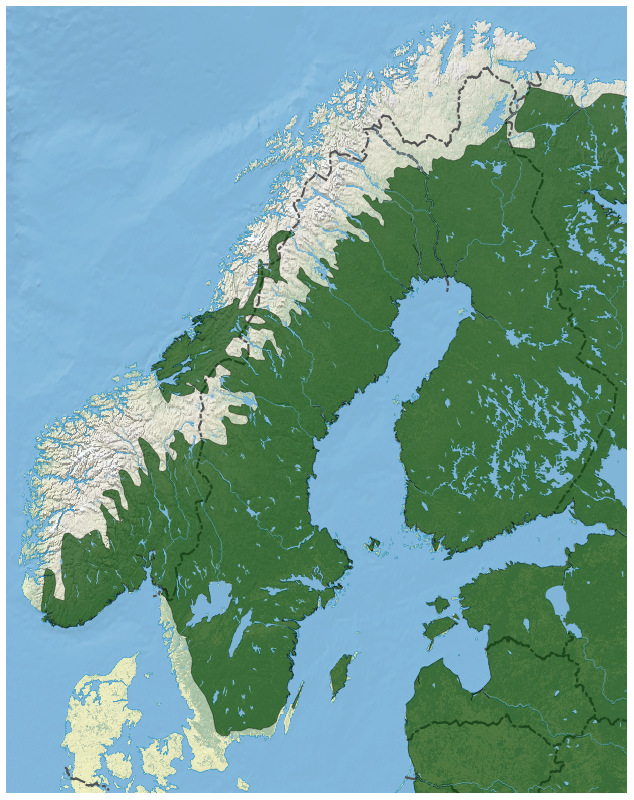
Utbredningskarta - Skandinavien.

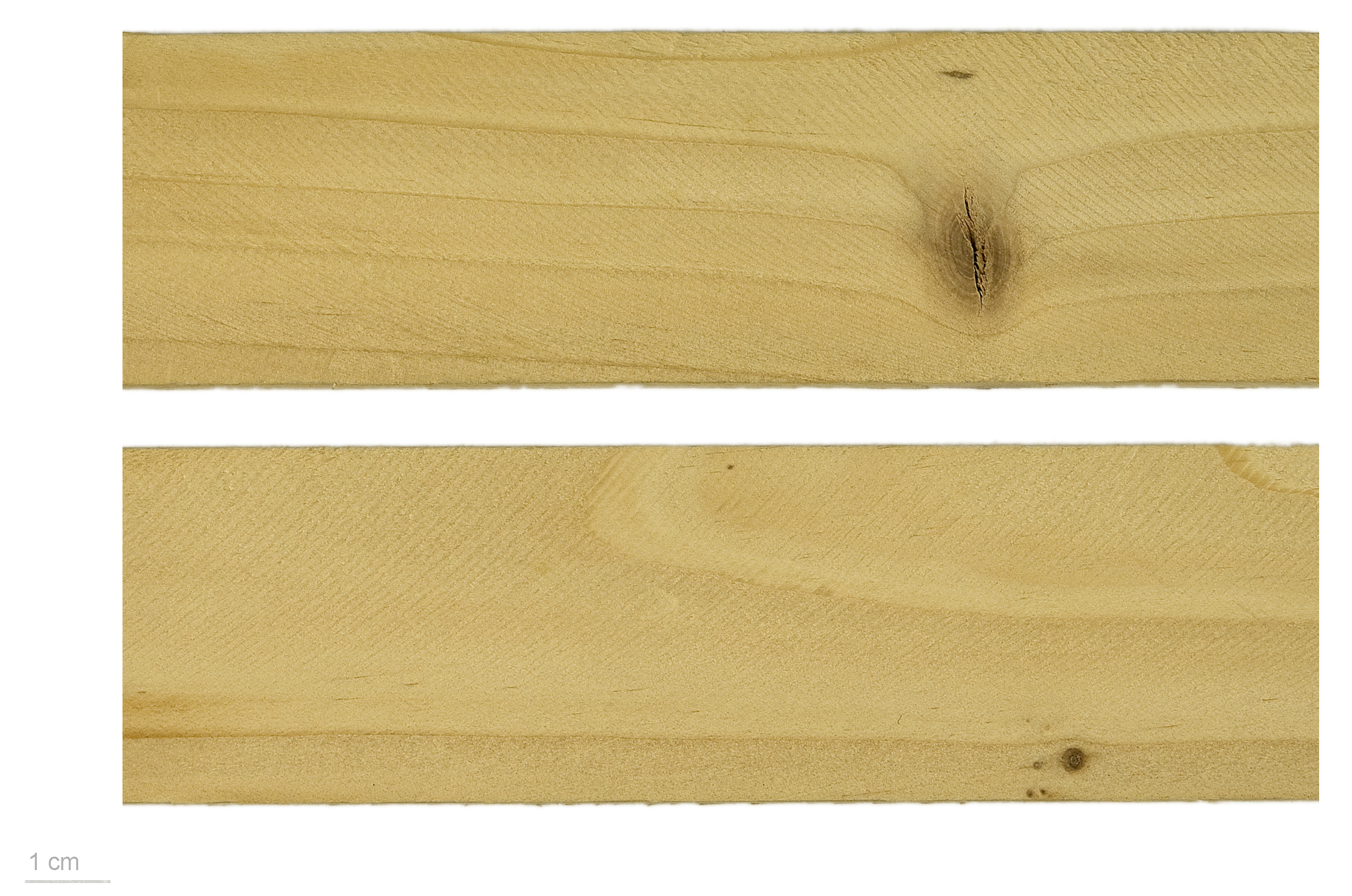
Picea abies.

Gran (Picea abies) är ett barrträd i gransläktet och familjen tallväxter. Granen kan uppnå 60 meters höjd och en ålder av över 400 år. I Sverige blir den dock sällan över 100 år, då den vanligtvis avverkas långt tidigare. 
Rödgran är samma art, men namnet används främst vid handeln med julgranar.

## Historik
Granen antogs tidigare ha kommit till Skandinavien via Finland från Ryssland omkring 3000 f.Kr. samtidigt som boken kom söderifrån. Norrifrån spred den sig snabbt och omkring 2000 f.Kr. fanns den i hela Norrland, men det dröjde till ca 500 e.Kr. innan Småland fick sina granskogar. Denna teori har senare ifrågasatts till förmån för teorin att granen invandrat söderifrån. Se under avsnitt Skandinavien nedan och Virtuella floran.
Man har dock hittat granar på Fulufjället vars rotsystem innehar extrem ålder; flera är över 8 000 år. En av dem, Old Tjikko, har daterats till 9 550 år gammal, vilket gör den till världens tredje äldsta kända levande organism och världens äldsta individuella trädklon.
Granen är idag Medelpads landskapsträd.

## Utseende

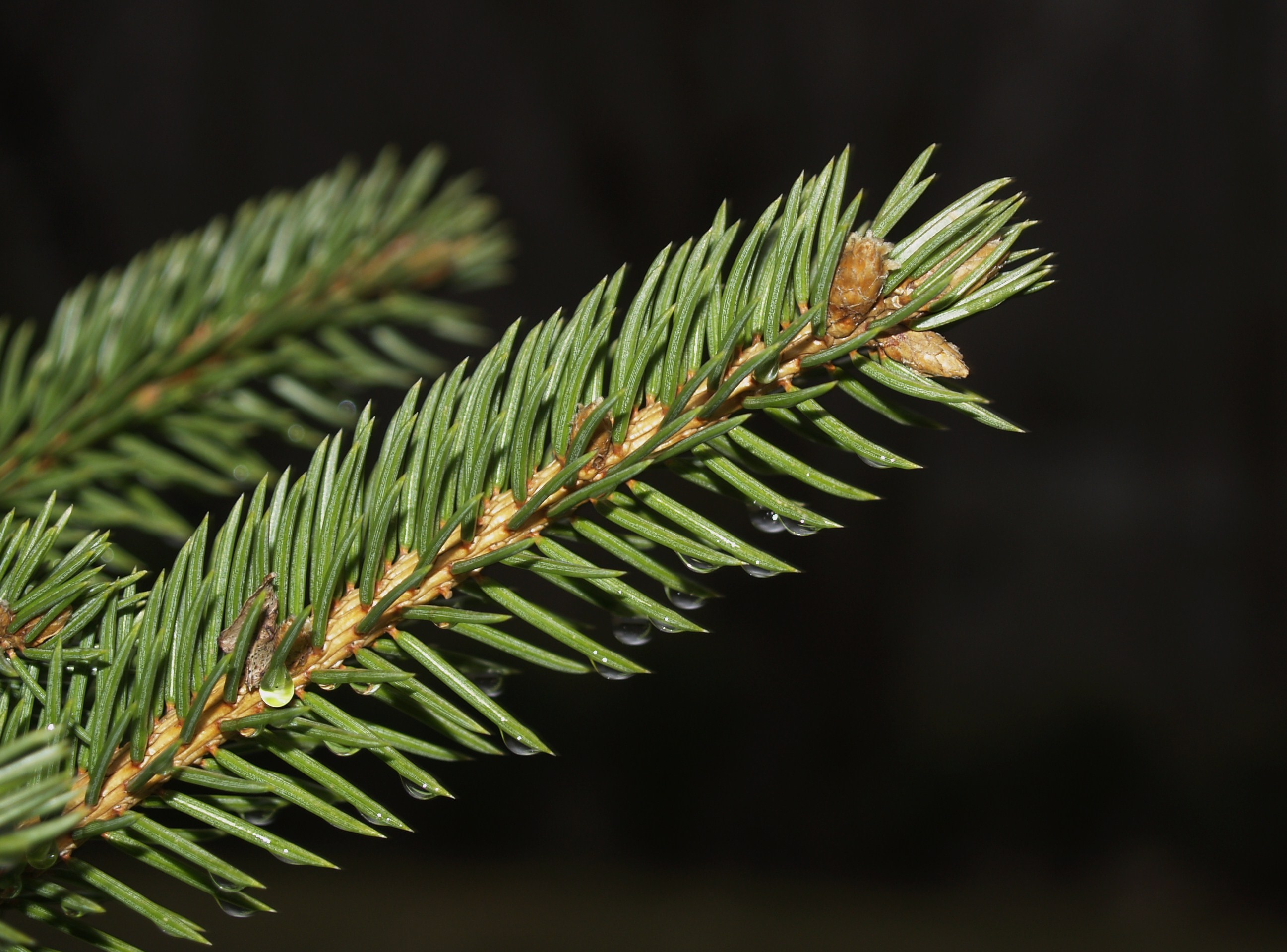
Barr.

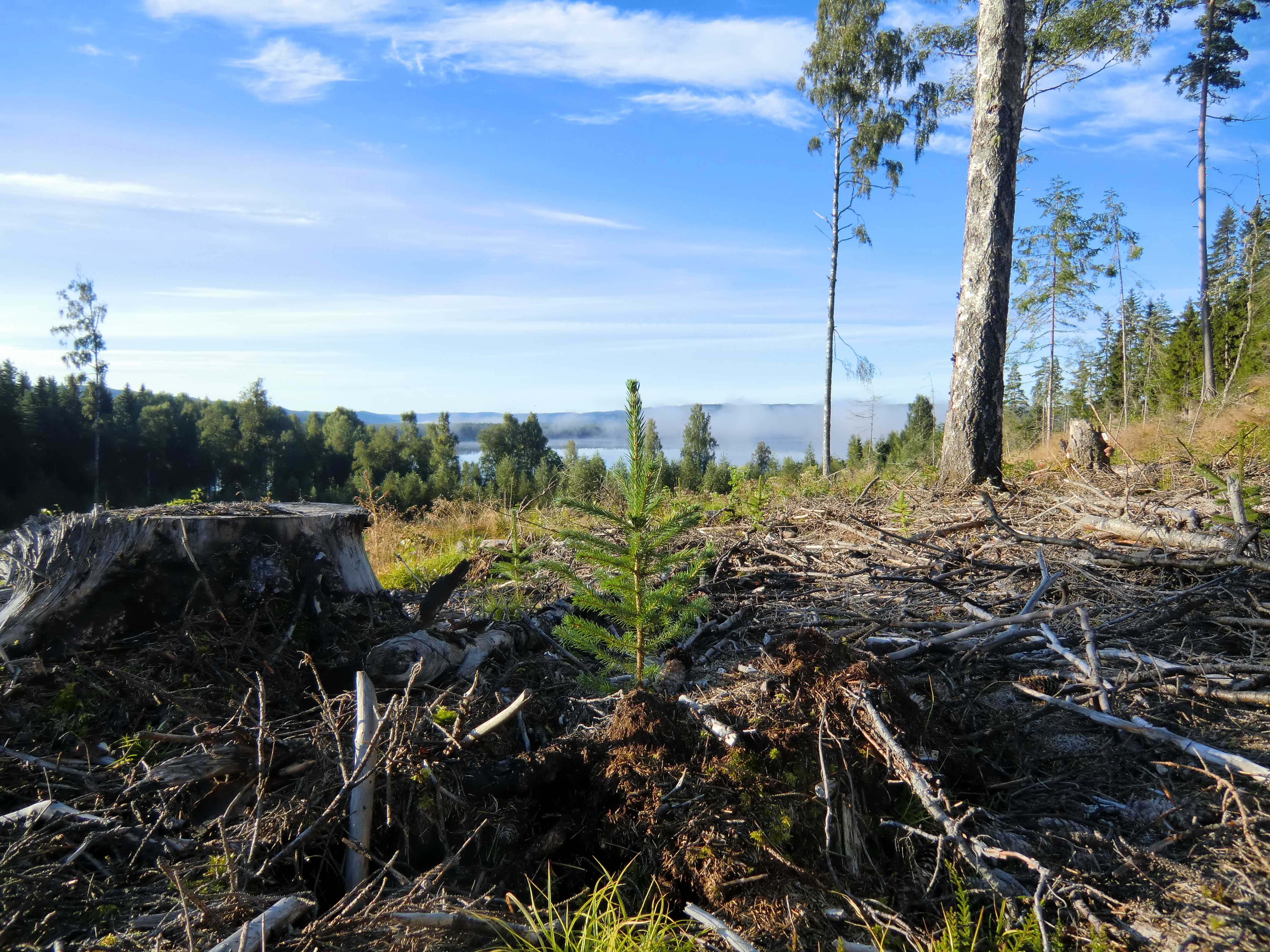
Granplanta.

Granen är ett barrträd och barren sitter strödda i mycket stora antal på varje skott men växlar mycket i storlek, form och riktning. Granen är också mycket omväxlande med avseende på kronans form, beroende på huvudgrenarnas riktning och kvistarnas ställning. Kottefjällen har också varierande form. Den är antagligen det mest mångformiga trädet i Norden. 
Granen uppvisar tydligt flera av de för barrträdens vegetativa delar typiska kännemärkena. Dessa är, utöver bladens utbildning till barr, den genom hela kronan löpande huvudstammen, huvudgrenarnas konfigurationer i cirklar och hartsavsöndringen i veden och barken. 

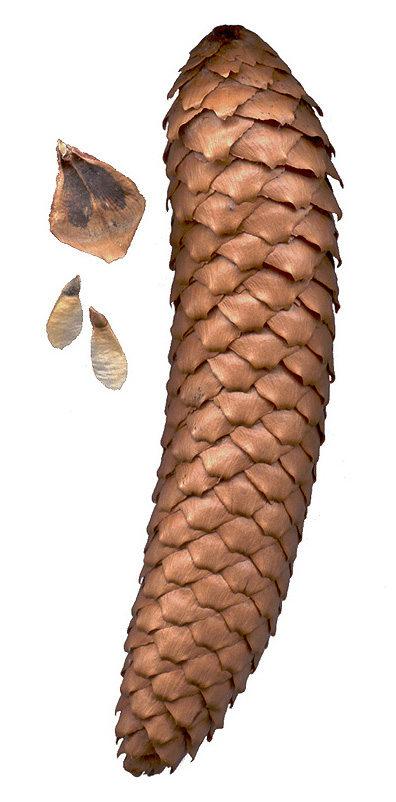
Frön, fröfjäll (kottefjäll) och kotte.

Granen är nakenfröig vilket betyder att fröämnena sitter på ett fruktblad, som är platt utbrett men ej hopvikt till ett fruktämne.  Fruktbladen är spiralställda och har under blomningen oftast purpurröd färg.  Eftersom granen vare sig har märke eller stift sker pollineringen genom att pollenet förs av vinden till fruktbladets platta eller kullriga översida, där de små fröämnena sitter och därmed fastnar pollenkorn direkt på fröämnena. När fröna mognar tillväxer och förvedas fruktbladet, men det är fortfarande platt och här utbildar sig alltså inte någon frukt, utan fröna sitter ohöljda i skydd av fjällen, som bildar grankotten. 
Granens kotte är alltså en samling spiralställda fruktblad på en utdragen axel och motsvarar en honblomma med talrika pistiller. Dessutom ser man ett litet fjäll utanför varje fruktblad, vilket förklaras av att fruktbladet är kluvet i två lameller. Även "hanblomman" består av en mängd små fjällika blad i spiral så att den liknar ett litet ax. Varje blad bär två pollensäckar. 
Granen är sambyggare (monoik). När kotten är mogen, spärrar den ut sina fjäll vid torr väderlek. Eftersom den hänger med toppen nedåt faller fröna ut. De sjunker långsamt, precis som lönnens och asken frukter, på grund av den snabba rotation som under fallet åstadkoms av den stora, tunna hinnan. Detta för fröspridningen så viktiga bihang utgörs av en från kottefjället lossnande lamell. Frön från gran (och tall) är alltså med avseende på sin spridning virvelfrön.

## Biotop
Granen bildar på många platser skogar som är mycket skuggrika. Den är till sin natur ett sekundärt trädslag och växer således upp inne i en redan sluten skog. När granskogen väl slutit sig så har endast andra sekundära trädslag konkurrenskraft att växa upp till stora träd, såvida inte en stor störning som till exempel brand, storm eller översvämning stör och skapar förutsättningar för andra trädslag. Granskogen uttränger därför lätt både ek och tall. 
Granen får inte sina kottar förrän i 30-40 års ålder.

## Utbredning
Granen är ursprungligen ett träd som förekommer över ett stort område, från Skandinavien och Mellaneuropa över Ryssland till Sibirien. Den används även inom skogsbruket i Nordamerika.

### Skandinavien
Granen är ett av de vanligaste träden i Norden. I södra och mellersta Skandinavien är granen en av de yngsta invandrarna bland skogsträden. Genom fossila fynd har man kommit fram till att granen har invandrat dit från söder, precis som tall och andra växter. Naturligt uppväxt gran saknas i större delen av Skåne och i delar av Halland och Blekinge. Planteringar har dock förekommit även utanför granens naturliga växtområde, men dessa planteringar har i princip upphört efter 1980-talet. Granen växer här fort och avståndet mellan årsringar blir därför stora, och virket får därmed låg kvalitet. Julgranar kan dock odlas.
I Danmark finns den bara odlad och förvildad. Till Norge har den kommit från Sverige endast genom de lägre passen på fjällryggen mellan länderna och är därför mindre utbredd där. I norra Norrland märks pollen från gran i pollendiagrammen från boreal tid dvs. för ca 9 000 år sedan. Granar med rotsystem upp till ca 9500 års ålder har hittats på Fulufjället i Dalarna. I fjällen ligger grangränsen betydligt lägre än björkgränsen.
Granens utseende beror delvis på jordmån och växtens läge, varav flera sorter har beskrivits: grågran, margran, hänggran, med mera. Dessa är samma sorts gran, men växtsättet ger dem olika karaktär.

## Granen och människan
Granens ved är oftast mjukare än tallens och vanligen mindre rötbeständig. Granen utnyttjas till såväl sågade produkter som massaved. 
I vissa delar av världen är det vanligt att man tar in granar i sina hem som prydnad under julen. I Sverige har det traditionellt varit vanlig gran (Picea abies) men även andra arter förekommer. I det tillståndet kallas den för julgran.

## Norden
I Norden användes gran till harts, tuggkåda, till att ge god lukt i rum, som krydda till viltkött, vid garveri, och till golvtiljor. Dock är gran inte det bästa materialet för ved eller kol, eftersom träet sprakar och elden aldrig kommer upp i riktigt höga temperaturer; dock fattar det lätt eld. Samerna använde gran för båttillverkning. Gran användes farmaceutiskt i plåster och tuggkådan ansågs både rena tandköttet och lindra skörbjugg.
Granen är Medelpads landskapsblomma.

## Underarter och former

### Underarter
Vanlig gran, Picea abies ssp. abies är den inom större delen av utbredningsområdet (större delen av nordligaste Europa och i bergstrakter i syd- och mellaneuropa) förekommande underarten.
Altaigran, Picea abies ssp. obovata, är en underart av gran, som främst förekommer i nordligare områden (nordligaste Skandinavien och Ryssland, samt lokalt i Alperna). Den liknar den vanliga granen men har en mycket smalare krona. Fröfjällen ("kottefjällen") är brett rundade, nästan trubbiga mot den vanliga granens rombiska-äggrunda fröfjäll. Skotten är tätt korthåriga (vanlig gran har kala skott eller små spridda hår). Inom altaigranens utbredningsområde förekommer även finngranen (P. ×fennica) som är en hybrid mellan vanlig gran och altaigran.
En "mellanform", som förekommer i Alperna, Picea abies ssp. alpestris urskiljs ibland som underart.

### Former

#### Ormgran
Ormgran (Picea abies f. virgata) är en granvariant med mycket glesa slingrande grenar och så gott som inga sidoskott på grenarna.

#### Käppgran

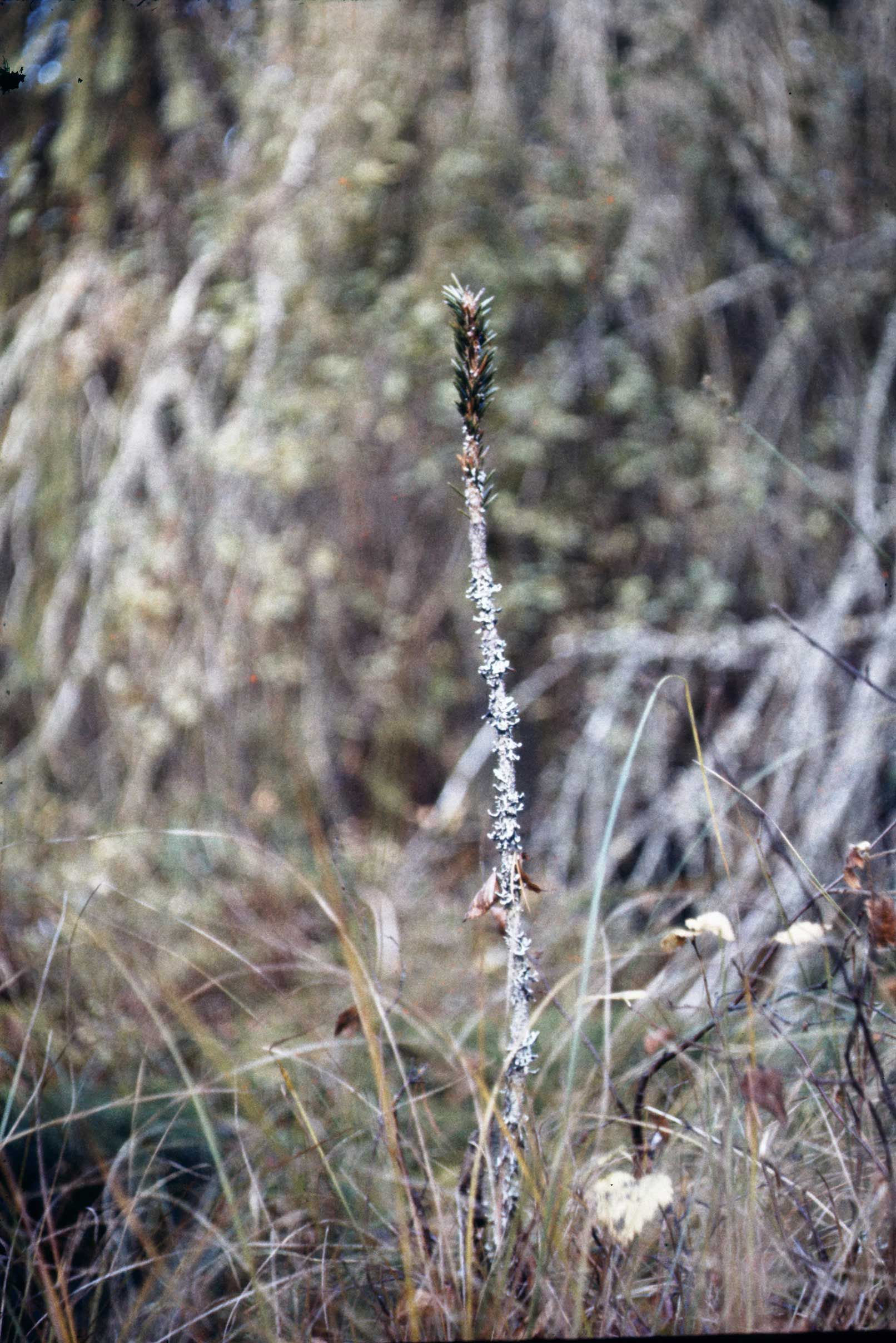
Käppgran, Eskilstorp 1962

Käppgran (Picea abies (L.) H. Karst. f. monstrosa (Loud.) Sylven) är en extrem dvärgform av ormgran, som helt saknar sidogrenar (typklass 1). I Sverige finns exemplar med käppgran i ormgransbeståndet vid gården Eskilstorp utanför Lekeryd.

#### Dikotypgran
Dikotypgran kallas en avvikande typ av gran som förekommer i bland annat Västerbotten.